# Дейвид Ръфин
Дейвис Елай Ръфин (Davis Eli Ruffin), по-известен като Дейвид Ръфин (David Ruffin), е американски соул певец и музикант.
Известен като един от главните вокалисти на „Темптейшънс“ в периода 1964-1968 г., по-късно станал известен като „Класическата петорка“.
Изпълнява известни песни като My Girl и Ain't Too Proud to Beg. Притежава характерен тенорен глас, който е едновременно дрезгав и терзаещ се.
Избран е в класацията „Стоте най-велики певци за всички времена“ (2008) на „Ролинг Стоун“. Получава място в Залата на славата на рокендрола през 1989 г. заради работата си с „Темптейшънс“. Колегата му Марвин Гей в „Мотаун Рекърдс“ казва за него: „Чух в [неговия глас] сила, която липсваше в моя собствен глас“.